# Onceroptila
Onceroptila is een geslacht van vlinders van de familie grasmineermotten (Elachistidae).

## Soorten
- O. cygnodiella (Busck, 1921)
- O. eremonoma Braun, 1948